# Gmina Koszarawa
Die Gmina Koszarawa ist eine Landgemeinde im Powiat Żywiecki der Woiwodschaft Schlesien in Polen. Ihr Sitz ist das gleichnamige Dorf mit etwa 2350 Einwohnern.

## Geographie
Die Gemeinde liegt im Süden der Woiwodschaft, die Grenze zur Slowakei ist zwei Kilometer entfernt. Die Kreisstadt Żywiec liegt etwa 15 Kilometer nordwestlich. Nachbargemeinden sind Jeleśnia im Westen und Süden sowie Stryszawa im Norden und Zawoja im Osten. Die beiden letzten liegen in der  Woiwodschaft Kleinpolen.
Das Gemeindegebiet hat eine Fläche von 31,2 km², davon werden 44 Prozent land- und 52 Prozent forstwirtschaftlich genutzt. Es liegt in den Saybuscher Beskiden zum Jablunkauer Bergland. Zu den Fließgewässern gehören die Koszarawa und ihr Zufluss Bystra.

## Geschichte
Die Landgemeinde wurde 1973 aus Gromadas neu gebildet. Sie gehörte zur Woiwodschaft Krakau und kam 1975 zur Woiwodschaft Bielsko-Biała, der Powiat wurde aufgelöst. Zum 1. Januar 1999 kam die Gemeinde zur Woiwodschaft Schlesien und wieder zum Powiat Żywiecki.

## Gliederung
Die Landgemeinde (gmina wiejska) besteht aus dem Dorf Koszarawa mit drei Schulzenämtern (sołectwa):
- Koszarawa Bystra
- Koszarawa Cicha
- Koszarawa Wieś

Ortsteile und Weiler sind: Bystra, Cicha, Duchałówka, Pająkówka, Przysłop, Pustelniki und Zimna Woda.